# Emily Ford (remera)
Emily Charlotte Ford (Holmes Chapel, 8 de noviembre de 1994) es una deportista británica que compite en remo Su hermano Thomas compite en el mismo deporte.
Participó en dos Juegos Olímpicos de Verano, obteniendo una medalla de bronce en París 2024, en la prueba de ocho con timonel, y el séptimo lugar en Tokio 2020, en la misma prueba.
Ganó cuatro medallas de plata en el Campeonato Europeo de Remo entre los años 2022 y 2024.

## Palmarés internacional
| Juegos Olímpicos   | Juegos Olímpicos  | Juegos Olímpicos  | Juegos Olímpicos |
| Año                | Lugar             | Medalla           | Prueba           |
| ------------------ | ----------------- | ----------------- | ---------------- |
| 2024               | París (Francia)   | Medalla de bronce | Ocho con timonel |
| Campeonato Europeo |                   |                   |                  |
| Año                | Lugar             | Medalla           | Prueba           |
| 2022               | Múnich (Alemania) | Medalla de plata  | Dos sin timonel  |
| 2022               | Múnich (Alemania) | Medalla de plata  | Ocho con timonel |
| 2023               | Bled (Eslovenia)  | Medalla de plata  | Ocho con timonel |
| 2024               | Szeged (Hungría)  | Medalla de plata  | Ocho con timonel |